# Discografia de Tablo
Essa é a discografia do rapper, produtor musical, compositor, autor e empresário coreano-canadense, Tablo. Ele teve seu debut solo em 2011 com o extended play, Fever's End.

## Extended Plays (EPs)
| Fever's End: Part 1                                                                                   | - Lançamento: 21 de outubro de 2011 - Gravadora: YG Entertainment - Formatos: CD, download digital - Idioma: Língua coreana Track list 1. Home (feat. Lee so-ra) (집) 2. Bad (feat. Jin-shil) (나쁘다) 3. Airbag (feat. Naul) 4. The Tide (feat. DJ Fritz) (밀물) 5. From the Bottom (feat. Bumkey) (밑바닥에서)              | 12 | 7 | –  | 4 | - KOR: 11,099+ |
| Fever's End: Part 2                                                                                   | - Lançamento: 1 de novembro de 2011 - Gravadora: YG Entertainment - Formatos: CD, download digital - Idioma: Língua coreana/Inglês Track list 1. Tomorrow (feat. Taeyang) 2. The Source (feat. DJ Tukutz) (출처) 3. Dear TV / 해열 4. Thankful Breath (feat. Yankee + Bong Tae-kyu) (고마운 숨) 5. Expiration Date (유통기한) | 13 | 7 | 21 | 2 | - KOR: 11,099+ |
| "—" denota itens que não conseguiram entrar nas tabelas musicais ou não foram lançados no território. | |    |   |    |   |                |

## Singles

### Como artista principal
| "Rhapsody of Rain"                                                                                    | 2005 | * | * | —                 | Lançamento sem álbum |
| "Airbag" (feat. Naul do Brown Eyed Soul)                                                              | 2011 | 4 | 5 | - KOR: 1,558,339+ | Fever's End: Part 1  |
| "Bad" (나쁘다) (feat. Jinsil)                                                                         | 2011 | 3 | 4 | - KOR: 1,609,372+ | Fever's End: Part 1  |
| "Tomorrow" (feat. Taeyang)                                                                            | 2011 | 2 | 3 | - KOR: 1,477,349+ | Fever's End: Part 2  |
| "—" denota itens que não conseguiram entrar nas tabelas musicais ou não foram lançados no território. |      |   |   |                   |                      |

#### Singles promocionais
| "Talk Play Love" (Tablo, BoA, Xiah Junsu e Jin Bo-ra)                                                 | 2007 | 1  | AnyBand |
| "Promise U" (Tablo, BoA, Xiah Jun-su e Jin Bo-ra)                                                     | 2007 | 3  | AnyBand |
| "Daydream" (Tablo, BoA, Xiah Jun-su e Jin Bo-ra)                                                      | 2007 | 10 | AnyBand |
| "—" denota itens que não conseguiram entrar nas tabelas musicais ou não foram lançados no território. |      |    |         |

### Como artista convidado
| Título                                                                                                | Ano  | Melhores posições | Álbum           |
| Título                                                                                                | Ano  | KOR               | Álbum           |
| --- | ---- | ----------------- | --------------- |
| "I'm Coming" (Rain feat. Tablo)                                                                       | 2006 | 1                 | Rain's World    |
| "Rainbow" (Infinite Flow feat. Tablo e JW do Nell)                                                    | 2006 | 4                 | More Than Music |
| "I Love You" (Navi feat. Tablo)                                                                       | 2008 | 1                 | I Love You      |
| "Up All Night" (밤샘) (Lee Hi feat. Tablo)                                                            | 2016 | 42                | Seoulite        |
| "Auto Reverse" (Psy feat. Tablo)                                                                      | 2017 | 30                | 4x2=8           |
| "—" denota itens que não conseguiram entrar nas tabelas musicais ou não foram lançados no território. |      |                   |                 |

## Outras canções que entraram nas tabelas
| "Home" (집) (feat. Lee So-ra)                                                                         | 2011 | 22 | - KOR: 529,042+ | Fever's End: Part 1 |
| "From the Bottom" (feat. Bumkey)                                                                      | 2011 | 34 | - KOR: 409,378+ | Fever's End: Part 1 |
| "The Tide" (밀물) (feat. DJ Fritz)                                                                    | 2011 | 51 | - KOR: 428,856+ | Fever's End: Part 1 |
| "Thankful Breath" (feat. Yankee + Bong Tae-kyu)                                                       | 2011 | 33 | - KOR: 286,967+ | Fever's End: Part 2 |
| "The Source" (출처) (feat. DJ Tukutz)                                                                 | 2011 | 54 | - KOR: 160,907+ | Fever's End: Part 2 |
| "Expiration Date" (유통기한)                                                                          | 2011 | 56 | - KOR: 153,826+ | Fever's End: Part 2 |
| "Dear TV / 해열"                                                                                      | 2011 | 62 | - KOR: 139,002+ | Fever's End: Part 2 |
| "—" denota itens que não conseguiram entrar nas tabelas musicais ou não foram lançados no território. |      |    |                 |                     |

## Aparências como convidado
| Título                    | Ano  | Outros artistas         | Álbum                  |
| ------------------------- | ---- | ----------------------- | ---------------------- |
| "New Joint (Remix)"       | 2002 | DJ Honda, PMD           | Underground Connection |
| "Sky High"                | 2004 | —                       | Nonstop (série de TV)  |
| Dynamic Duo, DJ Wrecks    | 2004 | —                       | Taxi Driver            |
| "Let Me Love You"         | 2005 | Lee Min-woo             | IInd Winds             |
| "The City"                | 2005 | Lena Park               | –                      |
| "Love Mode"               | 2006 | Clazziquai              | Pinch Your Soul        |
| "Cha Ryut!"               | 2006 | TBNY, Dynamic Duo       | Masquerade             |
| "School of Hip-hop"       | 2006 | Gaknaguene, Garion      | Green Tour             |
| "Never Know"              | 2006 | Lim Jeong-hee           | Thanks                 |
| "Somnolency"              | 2006 | Bobby Kim               | Follow Your Soul       |
| "The 'M' Style"           | 2007 | Lee Min-woo             | Explore M              |
| "It's All Over Anyway"    | 2007 | Kang Kyun-sung          | A Path of Love         |
| "Downhill"                | 2007 | Verbal Jint, Mithra Jin | Favorite               |
| "Alive"                   | 2008 | Pe2ny, Yankie           | Alive Soul Cuts Vol. 1 |
| "Memory (Rap Mix)"        | 2008 | Younha                  | Someday                |
| "Keep Pushin'"            | 2009 | Kero One                | E.B. Korean Sessions   |
| "When the Sunshine Comes" | 2009 | Kero One, Mithra Jin    | E.B. Korean Sessions   |
| "Smiles & Crys"           | 2010 | Dok2                    | Lançamento sem álbum   |
| "Asian Kids"              | 2010 | Kero One                | Lançamento sem álbum   |
| "I.N.D.O"                 | 2013 | yankie                  | Lançamento sem álbum   |
| "LOVESTRONG"              | 2013 | myk                     | Lançamento sem álbum   |
| "꽃 (Flower)"             | 2015 | Xiah Junsu              | Flower                 |

## Músicas produzidas
- 2004: "이력서" (Dynamic Duo)
- 2004: "Sky High" (Trilha sonora de Nonstop 4)
- 2005: "Campus Love Story"  (Cho PD)
- 2006: "내일은 오니까" (Paloalto & The Quiett)
- 2006: "남자라서 웃어요" (Kim Jang Hoon feat. Mithra Jin)
- 2006: "Never Know" (Lim Jeong Hee)
- 2006: "Rain Bow" (Infinity Flow)
- 2007: "여자라서 웃어요" (Sim Soo-bong feat. Mithra Jin)
- 2007: "Talk Play Love" (Anyband)
- 2012: "Style" (Rania)
- 2013: "Turn it up" (Lee Hi)
- 2013: "Special" (Lee Hi)
- 2013: "Fool" (Lee Hi)
- 2014: "Rise" (Taeyang)
- 2014: "Let go" (Taeyang)
- 2014: "Love you to death" (Taeyang)
- 2015: "Daydream" (Kim Sung-kyu do Infinite feat. Borderline: Tablo & Kim Jong-wan do Nell)
- 2016: "Hashtag" (Younha)
- 2016: "Three words" (Sechs Kies)
- 2016: "Couple" (Sechs Kies) (não creditado)
- 2016: "Up All Night" (Lee Hi feat. Tablo)
- 2016: "Blues" (Lee Hi)
- 2016: "Missing You" (Lee Hi)
- 2016: "You" (Kang Seung-yoon do Winner)
- 2017: "Sad Song" (Sechs Kies)
- 2017: "Be Well" (Sechs Kies)
- 2017: "Drinking Problem" (Sechs Kies)
- 2018: "Hug Me" (iKON)
- 2019: "Song Request"  Lee So-ra feat. Suga do BTS [13]